# Good News (1990)
Good News (Alternativtitel: Good News: Von Kolporteuren, toten Hunden und anderen Wienern) ist ein Dokumentarfilm des österreichischen Regisseurs Ulrich Seidl. Der 1990 beim Filmfestival von Locarno uraufgeführte Film beschreibt hauptsächlich das tägliche Leben der Zeitungsverkäufer, auch „Kolporteure“ genannt, im Wien der späten 1980er Jahre. 

## Inhalt
Good News ist der erste Langfilm von Ulrich Seidl und stellt die Lebensbereiche der Menschen, die Zeitungen verkaufen, denen gegenüber, die sie lesen. Der typische Filmstil von Ulrich Seidl, der sich auch in seinen späteren Werken wie Hundstage oder Models wiederfindet, transportiert in stillen, langen Einstellungen die Trostlosigkeit eines Migranten-Daseins in Österreich genau so gut wie die stumpfe Teilnahmslosigkeit der Zeitungskunden. Auch die unfreiwillige Komik eines Schulungsvideos für Kolporteure, in dem für Analphabeten anschaulich der Zusammenhang zwischen Freundlichkeit beim Zeitungsverkauf und dem daraus folgendem höheren Einkommen dargestellt wird, lässt den Betrachter dennoch nachdenklich zurück. Nach eigener Aussage wollte Ulrich Seidl jedoch keinen Film machen, der die Machenschaften der großen Zeitungskonzerne anprangert oder Mitleid für die Zeitungsverkäufer wecken sollte, sondern „einen, der über die Beobachtung von fremden Welten den Blick auf den eigenen Alltag und dessen Wahnsinn lenkt“.

## Kritiken
„Mit solcher Konsequenz, mit solchem Stilwillen hat noch selten jemand im Film die furchtbare Regelmäßigkeit des Alltags, den Wahnsinn der Normalität gezeigt.“

„Eine grandiose Arbeit. Ästhetik als Strategie der Moral, welche Menschen wie ihr Lebensambiente ohne Kommentar zum Sprechen bringt.“

## Auszeichnungen
- Wiener Filmpreis 1991
- Prix des Bibliotheques (Paris, 1991)

## Musik
- Willst du eine Banane, Interpret: FEZZ
- Schön ist des G’fühl,  Musik: Fuchs/Altmann, Verlag: Gerhard Musik Wien, Interpret: John Fox Band
- Jenseits von Eden, Musik: Chris Evans-Ironside/Kurt Gebegern, Text: Joachim Horn-Bernges, Hanseatic Musikverlag, Hamburg, Interpret: ANZO